# Weihwasserbecken (Grézac)

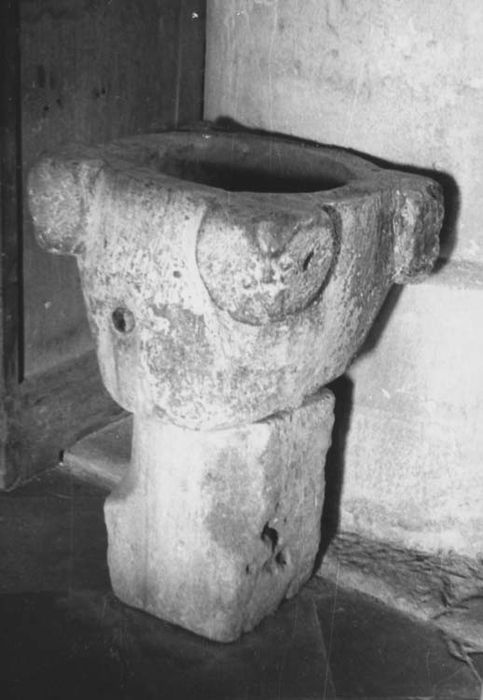
Weihwasserbecken in Grézac

Das Weihwasserbecken in der Kirche St-Symphorien in Grézac, einer französischen Gemeinde im Département Charente-Maritime der Region Nouvelle-Aquitaine, wurde vermutlich im 18. Jahrhundert geschaffen. 
Im Jahr 1976 wurde das Weihwasserbecken als Monument historique in die Liste der geschützten Objekte (Base Palissy) in Frankreich aufgenommen.
Das 1,05 Meter hohe Weihwasserbecken aus Stein steht auf einem rechteckigen Sockel. Das Becken, möglicherweise ein ehemaliges Kapitell, ist an den Ecken mit Menschenköpfen geschmückt.